# Génébrières
Génébrières est une commune française située dans le centre du département de Tarn-et-Garonne, en région Occitanie.
Sur le plan historique et culturel, la commune est dans le Pays Montalbanais, correspondant à la partie méridionale du Quercy.
Exposée à un climat océanique altéré, elle est drainée par le ruisseau de l'Angle, le ruisseau de la Tauge, le ruisseau du Tordre et par divers autres petits cours d'eau. La commune possède un patrimoine naturel remarquable composé d'une zone naturelle d'intérêt écologique, faunistique et floristique.
Génébrières est une commune rurale qui compte 636 habitants en 2022, après avoir connu une forte hausse de la population depuis 1975.  Elle fait partie de l'aire d'attraction de Montauban. Ses habitants sont appelés les Génébriérais ou  Génébriéraises.

## Géographie

### Localisation
Commune de l'aire d'attraction de Montauban située dans le Quercy.

### Communes limitrophes
Génébrières est limitrophe de six autres communes.
Les communes limitrophes sont  La Salvetat-Belmontet, Léojac, Monclar-de-Quercy, Saint-Nauphary, Saint-Étienne-de-Tulmont et Vaïssac.
|                | Saint-Étienne-de-Tulmont |                   |
| Léojac         | Génébrières              | Vaïssac           |
| Saint-Nauphary | La Salvetat-Belmontet    | Monclar-de-Quercy |

### Géologie et relief
La superficie de la commune est de 1 845 hectares ; son altitude varie de 114  à   222 mètres.

### Hydrographie

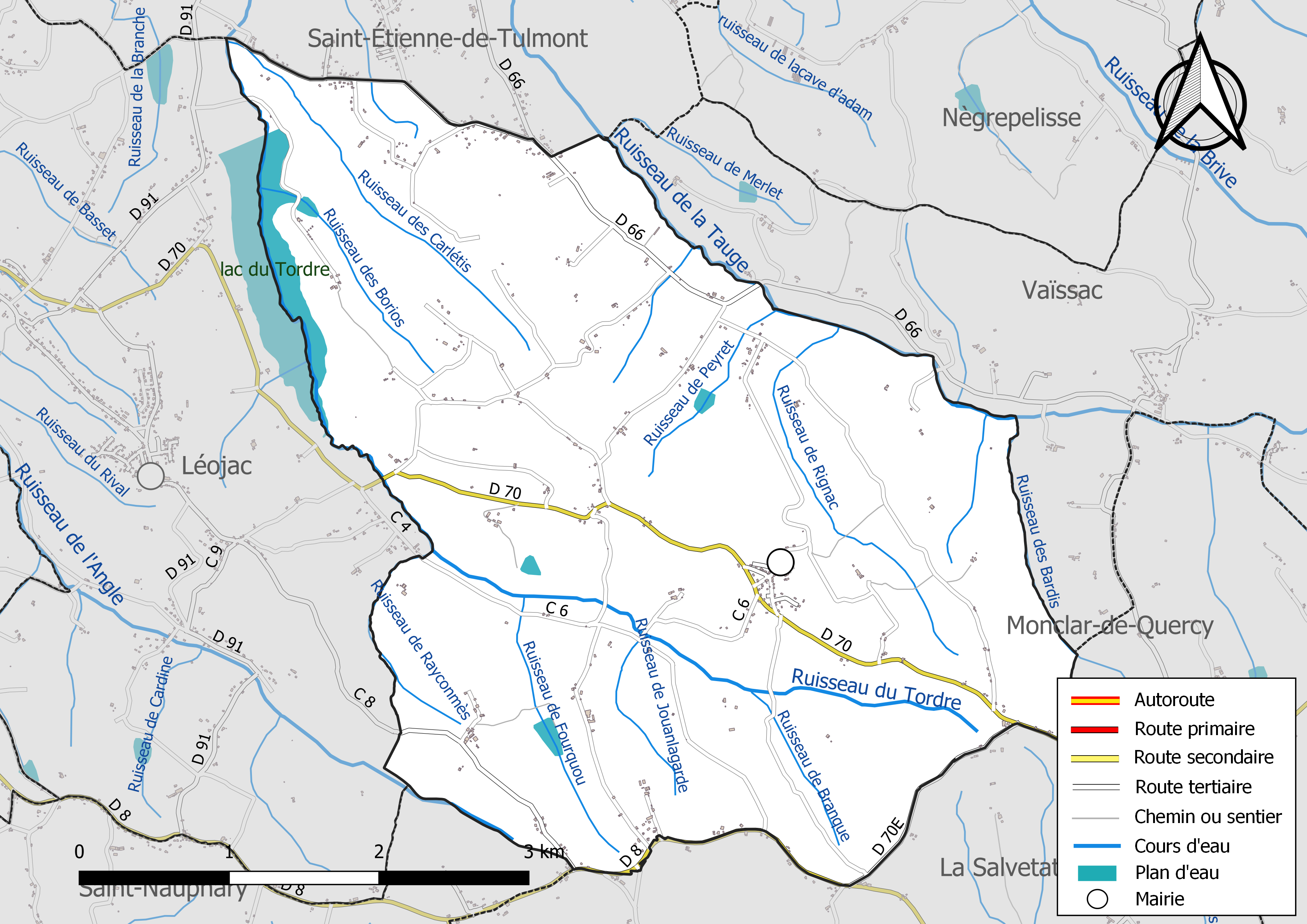
Réseaux hydrographique et routier de Génébrières.

La commune est dans le bassin versant de la Garonne, au sein du bassin hydrographique Adour-Garonne. Elle est drainée par le ruisseau de l'Angle, le ruisseau de la Tauge, le ruisseau du Tordre, le ruisseau de Branque, le ruisseau de Fourquou, le ruisseau de Jouanlagarde, le ruisseau de Male, le ruisseau de Peyret, le ruisseau de Rayconmès, le ruisseau de Rignac, le ruisseau des Bardis, le ruisseau des Borios, le ruisseau des Carlétis et par divers petits cours d'eau, constituant un réseau hydrographique de 27 km de longueur totale,.
Le ruisseau de l'Angle, d'une longueur totale de 12,4 km, prend sa source dans la commune et s'écoule du sud vers le nord. Il traverse la commune et se jette dans le ruisseau de la Tauge à Saint-Étienne-de-Tulmont, après avoir traversé 5 communes.
Le ruisseau de la Tauge, d'une longueur totale de 19,5 km, prend sa source dans la commune de Monclar-de-Quercy et s'écoule du sud-est vers le nord-ouest. Il traverse la commune et se jette dans l'Aveyron à Lamothe-Capdeville, après avoir traversé 7 communes.
Le ruisseau du Tordre, d'une longueur totale de 10,3 km, prend sa source dans la commune et s'écoule du sud vers le nord. Il traverse la commune et se jette dans le ruisseau de la Tauge à Saint-Étienne-de-Tulmont, après avoir traversé 3 communes.

### Climat
Pour des articles plus généraux, voir Climat de l'Occitanie et Climat de Tarn-et-Garonne.
En 2010, le climat de la commune est de type climat du Bassin du Sud-Ouest, selon une étude du Centre national de la recherche scientifique s'appuyant sur une série de données couvrant la période 1971-2000. En 2020, Météo-France publie une typologie des climats de la France métropolitaine dans laquelle la commune est exposée à un climat océanique altéré et est dans la région climatique Aquitaine, Gascogne, caractérisée par une pluviométrie abondante au printemps, modérée en automne, un faible ensoleillement au printemps, un été chaud (19,5 °C), des vents faibles, des brouillards fréquents en automne et en hiver et des orages fréquents en été (15 à 20 jours).
Pour la période 1971-2000, la température annuelle moyenne est de 12,9 °C, avec une amplitude thermique annuelle de 16,1 °C. Le cumul annuel moyen de précipitations est de 770 mm, avec 10,2 jours de précipitations en janvier et 5,6 jours en juillet. Pour la période 1991-2020, la température moyenne annuelle observée sur la station météorologique de Météo-France la plus proche, « Bioule », sur la commune de Bioule à 11 km à vol d'oiseau, est de 13,9 °C et le cumul annuel moyen de précipitations est de 737,9 mm. 
La température maximale relevée sur cette station est de 41,9 °C, atteinte le 26 août 2010 ; la température minimale est de −15,1 °C, atteinte le 6 février 2012,,.
Les paramètres climatiques de la commune ont été estimés pour le milieu du siècle (2041-2070) selon différents scénarios d'émission de gaz à effet de serre à partir des nouvelles projections climatiques de référence DRIAS-2020. Ils sont consultables sur un site dédié publié par Météo-France en novembre 2022.

### Milieux naturels et biodiversité

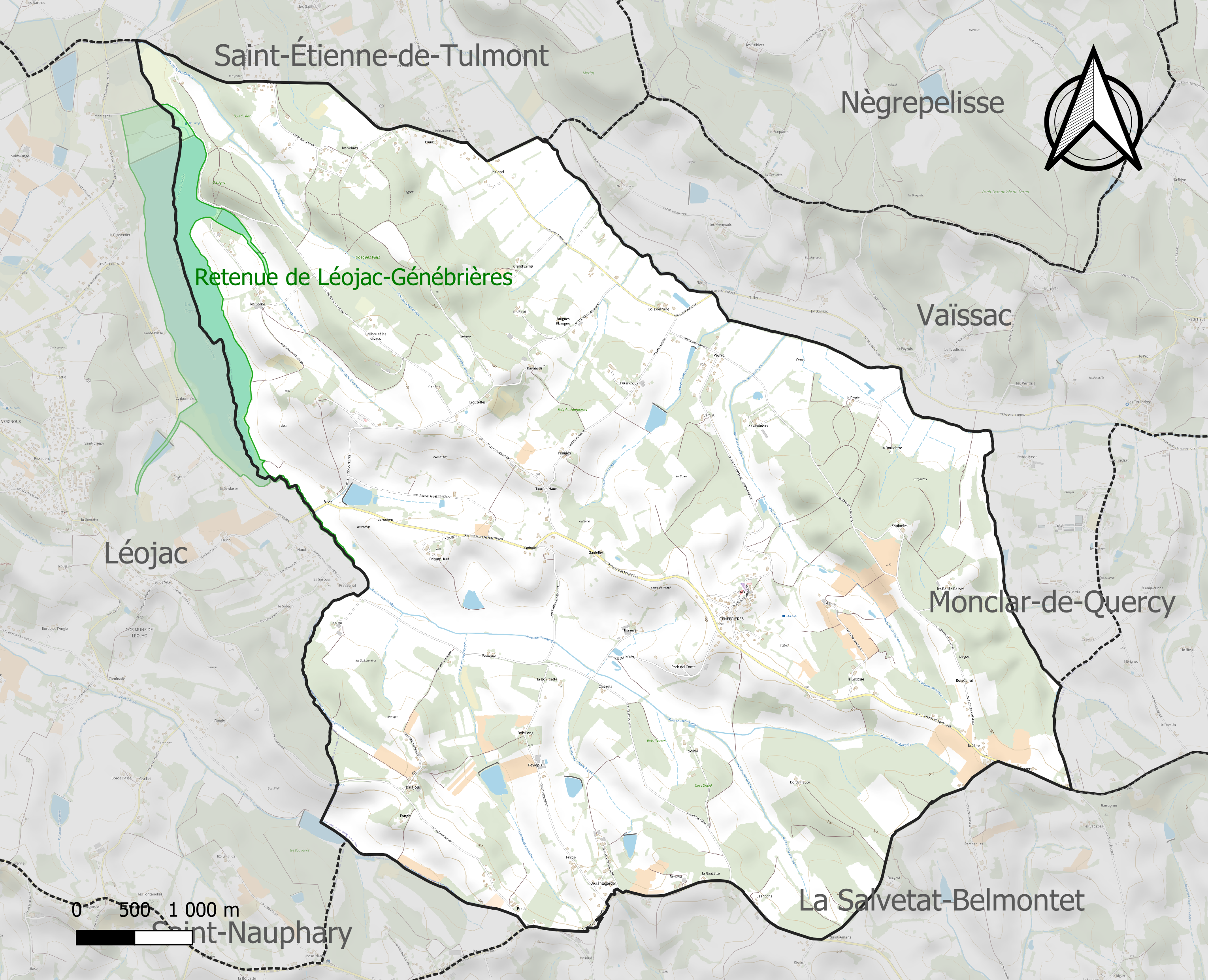
Carte de la ZNIEFF de type 1 localisée sur la commune.

L’inventaire des zones naturelles d'intérêt écologique, faunistique et floristique (ZNIEFF) a pour objectif de réaliser une couverture des zones les plus intéressantes sur le plan écologique, essentiellement dans la perspective d’améliorer la connaissance du patrimoine naturel national et de fournir aux différents décideurs un outil d’aide à la prise en compte de l’environnement dans l’aménagement du territoire.
Une ZNIEFF de type 1 est recensée sur la commune :
la « retenue de Léojac-Génébrières » (91 ha), couvrant 2 communes du département.

## Urbanisme

### Typologie
Au 1er janvier 2024, Génébrières est catégorisée commune rurale à habitat dispersé, selon la nouvelle grille communale de densité à sept niveaux définie par l'Insee en 2022.
Elle est située hors unité urbaine. Par ailleurs la commune fait partie de l'aire d'attraction de Montauban, dont elle est une commune de la couronne,. Cette aire, qui regroupe 50 communes, est catégorisée dans les aires de 50 000 à moins de 200 000 habitants,.

### Occupation des sols
L'occupation des sols de la commune, telle qu'elle ressort de la base de données européenne d’occupation biophysique des sols Corine Land Cover (CLC), est marquée par l'importance des territoires agricoles (71,5 % en 2018), en diminution par rapport à 1990 (73,6 %). La répartition détaillée en 2018 est la suivante : 
terres arables (41,9 %), zones agricoles hétérogènes (29,6 %), forêts (27,1 %), eaux continentales (1,4 %). L'évolution de l’occupation des sols de la commune et de ses infrastructures peut être observée sur les différentes représentations cartographiques du territoire : la carte de Cassini (XVIIIe siècle), la carte d'état-major (1820-1866) et les cartes ou photos aériennes de l'IGN pour la période actuelle (1950 à aujourd'hui).

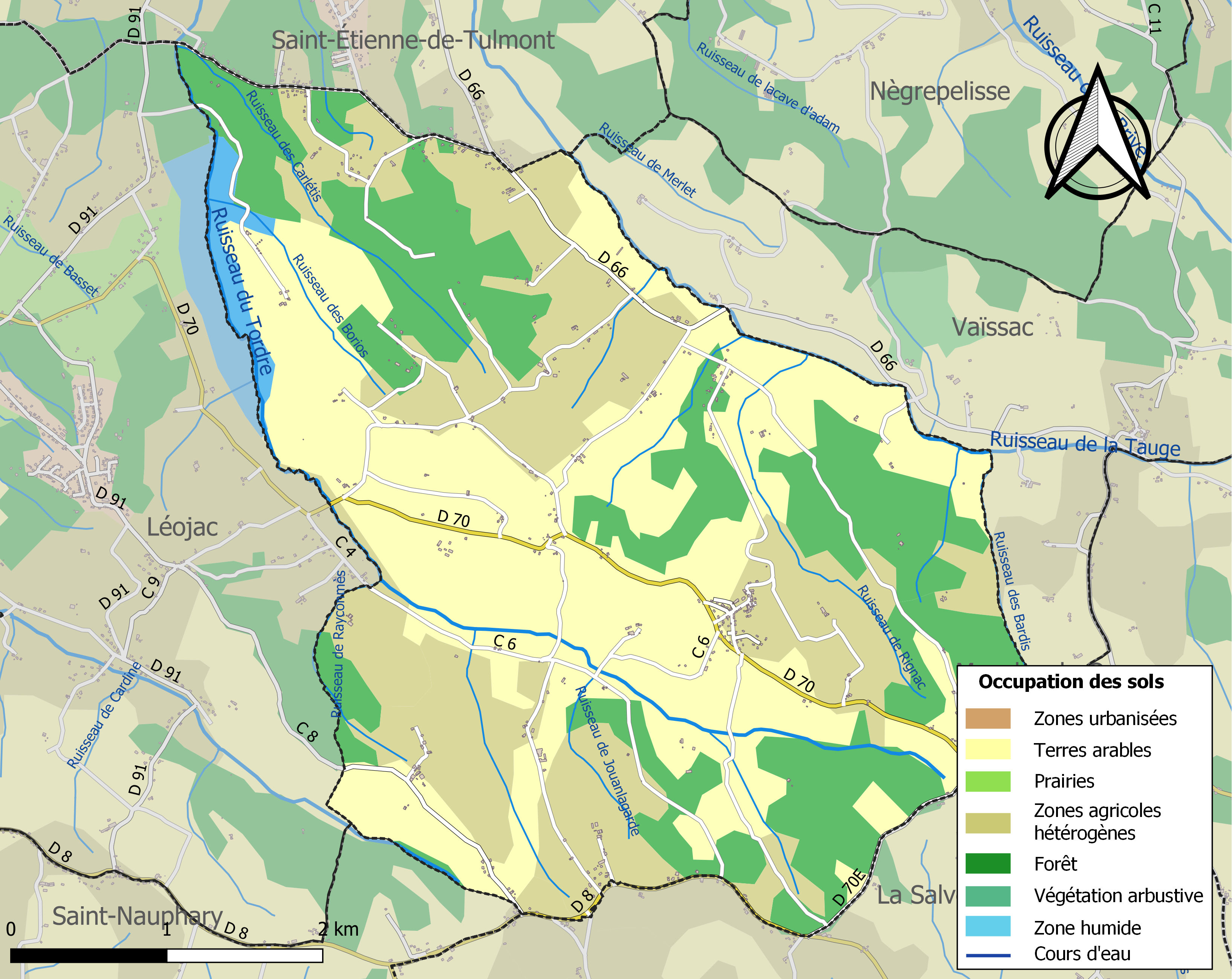
Carte des infrastructures et de l'occupation des sols de la commune en 2018 (CLC).

### Voies de communication et transports
Accès par l'autoroute A20 (rocade de Montauban) et les routes départementales D 70 et D 66.

### Risques majeurs
Le territoire de la commune de Génébrières est vulnérable à différents aléas naturels : météorologiques (tempête, orage, neige, grand froid, canicule ou sécheresse), inondations, mouvements de terrains et séisme (sismicité très faible). Il est également exposé à un risque technologique,  le transport de matières dangereuses. Un site publié par le BRGM permet d'évaluer simplement et rapidement les risques d'un bien localisé soit par son adresse soit par le numéro de sa parcelle.

#### Risques naturels
Certaines parties du territoire communal sont susceptibles d’être affectées par le risque d’inondation par débordement de cours d'eau, notamment le ruisseau de la Tauge, le ruisseau du Tordre et le ruisseau de l'Angle. La cartographie des zones inondables en ex-Midi-Pyrénées réalisée dans le cadre du XIe Contrat de plan État-région, visant à informer les citoyens et les décideurs sur le risque d’inondation, est accessible sur le site de la DREAL Occitanie. La commune a été reconnue en état de catastrophe naturelle au titre des dommages causés par les inondations et coulées de boue survenues en 1982, 1999, 2015 et 2018,.
Génébrières est exposée au risque de feu de forêt. Le département de Tarn-et-Garonne présentant toutefois globalement un niveau d’aléa moyen à faible très localisé, aucun Plan départemental de protection des forêts contre les risques d’incendie de forêt (PFCIF) n'a été élaboré. Le débroussaillement aux abords des maisons constitue l’une des meilleures protections pour les particuliers contre le feu,.

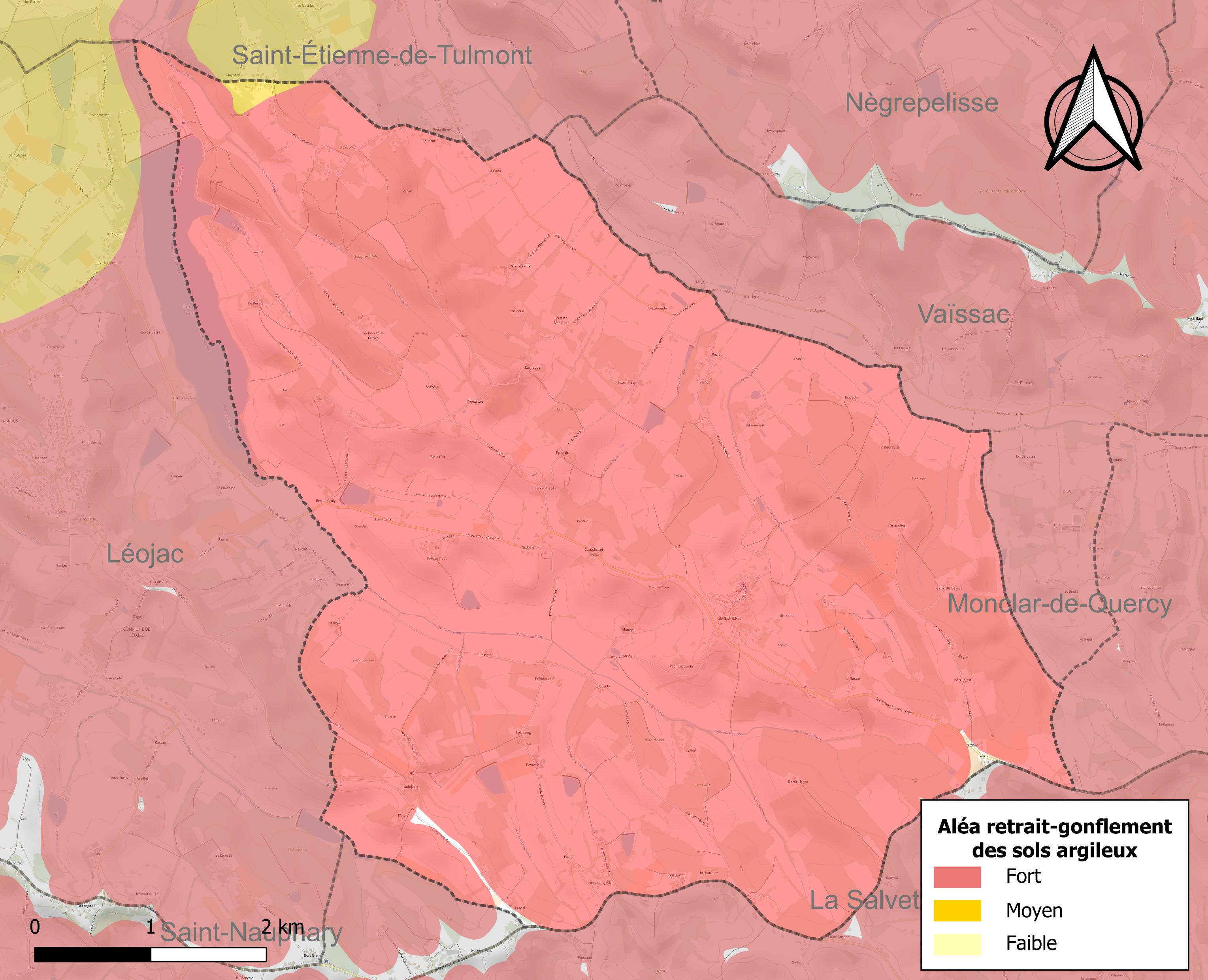
Carte des zones d'aléa retrait-gonflement des sols argileux de Génébrières.

Les mouvements de terrains susceptibles de se produire sur la commune sont des tassements différentiels.
Le retrait-gonflement des sols argileux est susceptible d'engendrer des dommages importants aux bâtiments en cas d’alternance de périodes de sécheresse et de pluie. 99,7 % de la superficie communale est en aléa moyen ou fort (92 % au niveau départemental et 48,5 % au niveau national). Sur les 278 bâtiments dénombrés sur la commune en 2019, 273 sont en aléa moyen ou fort, soit 98 %, à comparer aux 96 % au niveau départemental et 54 % au niveau national. Une cartographie de l'exposition du territoire national au retrait gonflement des sols argileux est disponible sur le site du BRGM,.
Par ailleurs, afin de mieux appréhender le risque d’affaissement de terrain, l'inventaire national des cavités souterraines permet de localiser celles situées sur la commune.
Concernant les mouvements de terrains, la commune a été reconnue en état de catastrophe naturelle au titre des dommages causés par la sécheresse en 1989, 1991, 1993, 1998, 2003, 2006, 2011 et 2017 et par des mouvements de terrain en 1999 et 2016.

#### Risques technologiques
Le risque de transport de matières dangereuses sur la commune est lié à sa traversée par des infrastructures routières ou ferroviaires importantes ou la présence d'une canalisation de transport d'hydrocarbures. Un accident se produisant sur de telles infrastructures est susceptible d’avoir des effets graves sur les biens, les personnes ou l'environnement, selon la nature du matériau transporté. Des dispositions d’urbanisme peuvent être préconisées en conséquence.

## Politique et administration

### Administration municipale
Le nombre d'habitants au recensement de 2011 étant compris entre 500 et 1 499 habitants, le nombre de membres du conseil municipal pour l'élection de 2014 est de quinze,.

### Rattachements administratifs et électoraux
La commune fait partie de la communauté de communes du Quercy vert et du canton de Tarn-Tescou-Quercy vert (avant le redécoupage départemental de 2014, Génébrières faisait partie de l'ex-canton de Montauban-3).

### Liste des maires
| Période                                  | Période               | Identité           | Étiquette | Qualité |
| ---------------------------------------- | --------------------- | ------------------ | --------- | ------- |
| mars 2001                                | 2014                  | Bernard Brajon     |           |         |
| 2014                                     | mars 2024 (démission) | Catherine Darrigan |           |         |
| mai 2014                                 | En cours              | Marion Rigaud      |           |         |
| Les données manquantes sont à compléter. |                       |                    |           |         |

## Population et société

### Démographie
L'évolution du nombre d'habitants est connue à travers les recensements de la population effectués dans la commune depuis 1793. Pour les communes de moins de 10 000 habitants, une enquête de recensement portant sur toute la population est réalisée tous les cinq ans, les populations de référence des années intermédiaires étant quant à elles estimées par interpolation ou extrapolation. Pour la commune, le premier recensement exhaustif entrant dans le cadre du nouveau dispositif a été réalisé en 2008.

En 2022, la commune comptait 636 habitants, en évolution de −2,3 % par rapport à 2016 (Tarn-et-Garonne : +3,12 %, France hors Mayotte : +2,11 %).
| 1793 | 1800 | 1806 | 1821 | 1831 | 1836 | 1841 | 1846 | 1851 |
| ---- | ---- | ---- | ---- | ---- | ---- | ---- | ---- | ---- |
| 260  | 310  | 528  | 505  | 588  | 582  | 611  | 637  | 609  |

| 1856 | 1861 | 1866 | 1872 | 1876 | 1881 | 1886 | 1891 | 1896 |
| ---- | ---- | ---- | ---- | ---- | ---- | ---- | ---- | ---- |
| 575  | 583  | 350  | 626  | 660  | 632  | 564  | 549  | 516  |

| 1901 | 1906 | 1911 | 1921 | 1926 | 1931 | 1936 | 1946 | 1954 |
| ---- | ---- | ---- | ---- | ---- | ---- | ---- | ---- | ---- |
| 488  | 430  | 441  | 408  | 405  | 380  | 389  | 442  | 391  |

| 1962 | 1968 | 1975 | 1982 | 1990 | 1999 | 2006 | 2008 | 2013 |
| ---- | ---- | ---- | ---- | ---- | ---- | ---- | ---- | ---- |
| 354  | 327  | 261  | 304  | 378  | 449  | 569  | 603  | 670  |

| 2018 | 2022 | - | - | - | - | - | - | - |
| ---- | ---- | - | - | - | - | - | - | - |
| 616  | 636  | - | - | - | - | - | - | - |

| selon la population municipale des années : | 1968 | 1975 | 1982 | 1990 | 1999 | 2006 | 2009 | 2013 |
| Rang de la commune dans le département      | 106  | 132  | 119  | 99   | 91   | 84   | 86   | 78   |
| Nombre de communes du département           | 195  | 195  | 195  | 195  | 195  | 195  | 195  | 195  |

### Enseignement
Génébrières fait partie de l'académie de Toulouse.

### Culture et festivité
Salle des fêtes, comité des fêtes, théâtre, danse,

### Sports
Chasse, pétanque, randonnée pédestre, pêche (lac du Tordre),

## Économie

### Revenus
En 2018, la commune compte 238 ménages fiscaux, regroupant 626 personnes. La médiane du revenu disponible par unité de consommation est de 22 090 € (20 140 € dans le département).

### Emploi
|                | 2008  | 2013   | 2018   |
| -------------- | ----- | ------ | ------ |
| Commune        | 7,1 % | 8,5 %  | 6,2 %  |
| Département    | 8,4 % | 10,2 % | 10,3 % |
| France entière | 8,3 % | 10 %   | 10 %   |

En 2018, la population âgée de 15 à 64 ans s'élève à 386 personnes, parmi lesquelles on compte 76,7 % d'actifs (70,5 % ayant un emploi et 6,2 % de chômeurs) et 23,3 % d'inactifs,. Depuis 2008, le taux de chômage communal (au sens du recensement) des 15-64 ans est inférieur à celui de la France et du département.
La commune fait partie de la couronne de l'aire d'attraction de Montauban, du fait qu'au moins 15 % des actifs travaillent dans le pôle,. Elle compte 67 emplois en 2018, contre 82 en 2013 et 91 en 2008. Le nombre d'actifs ayant un emploi résidant dans la commune est de 275, soit un indicateur de concentration d'emploi de 24,5 % et un taux d'activité parmi les 15 ans ou plus de 63,2 %.
Sur ces 275 actifs de 15 ans ou plus ayant un emploi, 47 travaillent dans la commune, soit 17 % des habitants. Pour se rendre au travail, 89,5 % des habitants utilisent un véhicule personnel ou de fonction à quatre roues, 1,8 % les transports en commun, 2,2 % s'y rendent en deux-roues, à vélo ou à pied et 6,5 % n'ont pas besoin de transport (travail au domicile).

### Activités hors agriculture

#### Secteurs d'activités
43 établissements sont implantés  à Génébrières au 31 décembre 2019. Le tableau ci-dessous en détaille le nombre par secteur d'activité et compare les ratios avec ceux du département,.
| Secteur d'activité                                                                                        | Commune | Commune | Département |
| Secteur d'activité                                                                                        | Nombre  | %       | %           |
| --- | ------- | ------- | ----------- |
| Ensemble                                                                                                  | 43      |         |             |
| Industrie manufacturière, industries extractives et autres                                                | 2       | 4,7 %   | (9,6 %)     |
| Construction                                                                                              | 7       | 16,3 %  | (14,9 %)    |
| Commerce de gros et de détail, transports, hébergement et restauration                                    | 7       | 16,3 %  | (29,7 %)    |
| Information et communication                                                                              | 2       | 4,7 %   | (1,9 %)     |
| Activités immobilières                                                                                    | 1       | 2,3 %   | (3,3 %)     |
| Activités spécialisées, scientifiques et techniques et activités de services administratifs et de soutien | 11      | 25,6 %  | (14,1 %)    |
| Administration publique, enseignement, santé humaine et action sociale                                    | 6       | 14 %    | (13,6 %)    |
| Autres activités de services                                                                              | 7       | 16,3 %  | (9,3 %)     |

Le secteur des activités spécialisées, scientifiques et techniques et des activités de services administratifs et de soutien est prépondérant sur la commune puisqu'il représente 25,6 % du nombre total d'établissements de la commune (11 sur les 43 entreprises implantées  à Génébrières), contre 14,1 % au niveau départemental.

#### Entreprises et commerces
L'entreprise ayant son siège social sur le territoire communal qui génère le plus de chiffre d'affaires en 2020 est : 
- Ch.d, conseil pour les affaires et autres conseils de gestion (1 647 k€)

### Agriculture
La commune est dans le « Bas-Quercy de Montclar », une petite région agricole située dans l'est du département de Tarn-et-Garonne. En 2020, l'orientation technico-économique de l'agriculture  sur la commune est la polyculture et/ou le polyélevage. 
|               | 1988  | 2000  | 2010  | 2020 |
| ------------- | ----- | ----- | ----- | ---- |
| Exploitations | 48    | 43    | 31    | 24   |
| SAU (ha)      | 1 239 | 1 073 | 1 085 | 856  |

Le nombre d'exploitations agricoles en activité et ayant leur siège dans la commune est passé de 48 lors du recensement agricole de 1988  à 43 en 2000 puis à 31 en 2010 et enfin à 24 en 2020, soit une baisse de 50 % en 32 ans. Le même mouvement est observé à l'échelle du département qui a perdu pendant cette période 57 % de ses exploitations,. La surface agricole utilisée sur la commune a également diminué, passant de 1 239 ha en 1988 à 856 ha en 2020. Parallèlement la surface agricole utilisée moyenne par exploitation a augmenté, passant de 26 à 36 ha.

## Culture locale et patrimoine

### Lieux et monuments
- Église Sainte Quitterie de Génébrières. L'édifice est référencé dans la base Mérimée et à l'Inventaire général Région Occitanie[43].
- Église Saint-Barthélemy de Courondes.

### Héraldique
| Blason de Génébrières | Blason  | Tiercé en pairle renversé : au 1e d'azur à l'épée basse d'argent, garnie d'or et posée en barre, au 2e d'argent à la branche de genévrier de sinople fruitée de sable posée en bande, au 3e de gueules à la croix cléchée, vidée et pommetée de douze pièces d'or (croix occitane). |
| Blason de Génébrières | Détails | Le statut officiel du blason reste à déterminer. |

## Pour approfondir